# Varredura seletiva
Em genética, uma varredura seletiva é o processo pelo qual uma nova mutação benéfica que aumenta sua frequência e se fixa (ou seja, atinge uma frequência de 1) na população leva à redução ou eliminação da variação genética entre as sequências de nucleotídeos que estão próximas à mutação. Na varredura seletiva, a seleção positiva faz com que a nova mutação alcance a fixação tão rapidamente que os alelos ligados podem "pegar carona" e também se fixar.

## Resumo
Uma varredura seletiva pode ocorrer quando um alelo raro ou previamente inexistente que aumenta a aptidão do portador (em relação a outros membros da população) aumenta rapidamente em frequência devido à seleção natural. À medida que a prevalência de tal alelo benéfico aumenta, as variantes genéticas que estão presentes no fundo genômico (a vizinhança do DNA) do alelo benéfico também se tornarão mais prevalentes. Isso é chamado de carona genética. Uma varredura seletiva devido a um alelo fortemente selecionado, que surgiu em um único fundo genômico, resulta, portanto, em uma região do genoma com uma grande redução da variação genética nessa região cromossômica. A ideia de que uma seleção positiva forte poderia reduzir a variação genética próxima devido à carona foi proposta por John Maynard-Smith e John Haigh em 1974.

## Detecção
A ocorrência ou não de uma varredura seletiva pode ser investigada de várias maneiras. Um método é medir o desequilíbrio de ligação, ou seja, se um determinado haplótipo está super-representado na população. Sob evolução neutra, a recombinação genética resultará no rearranjo dos diferentes alelos dentro de um haplótipo, e nenhum haplótipo dominará a população. No entanto, durante uma varredura seletiva, a seleção de uma variante de gene selecionada positivamente também resultará na seleção de alelos vizinhos e menos oportunidade de recombinação. Portanto, a presença de forte desequilíbrio de ligação pode indicar que houve uma varredura seletiva recente e pode ser usada para identificar locais recentemente sob seleção.
Houve muitas pesquisas para identificar varreduras seletivas em humanos e outras espécies, usando uma variedade de abordagens e suposições estatísticas.
No milho, uma comparação recente de genótipos de milho amarelo e branco ao redor de Y1 – o gene da fitoeno sintetase responsável pela cor amarela do endosperma, mostra fortes evidências de uma varredura seletiva no germoplasma amarelo, reduzindo a diversidade neste locus e o desequilíbrio de ligação nas regiões vizinhas. Linhagens de milho branco tiveram maior diversidade e nenhuma evidência de desequilíbrio de ligação associado a uma varredura seletiva.

## Relevância para a doença
Como as varreduras seletivas permitem uma rápida adaptação, elas foram citadas como um fator-chave na capacidade de bactérias e vírus patogênicos atacarem seus hospedeiros e sobreviverem aos medicamentos que usamos para tratá-los. Em tais sistemas, a competição entre hospedeiro e parasita é frequentemente caracterizada como uma "corrida armamentista" evolutiva, de modo que quanto mais rapidamente um organismo puder mudar seu método de ataque ou defesa, melhor. Isso foi descrito em outro lugar pela hipótese da Rainha Vermelha.
Um exemplo vem do vírus da gripe humana, que esteve envolvido em uma competição adaptativa com humanos por centenas de anos. Embora a deriva antigênica (a mudança gradual de antígenos de superfície) seja considerada o modelo tradicional para mudanças no genótipo viral, evidências recentes sugerem que varreduras seletivas também desempenham um papel importante.

## Envolvimento na agricultura e domesticação
As plantas e animais domesticados foram essencialmente geneticamente modificadas por mais de dez mil anos, submetidos a pressões seletivas artificiais e forçados a se adaptar rapidamente a novos ambientes. Varreduras seletivas fornecem uma linha de base a partir da qual diferentes variedades podem ter emergido.
Um grupo de pesquisa sueco recentemente usou técnicas de sequenciamento paralelo para examinar oito variedades de frango e seu ancestral selvagem mais próximo com o objetivo de descobrir semelhanças genéticas resultantes de varreduras seletivas. Eles conseguiram descobrir evidências de várias varreduras seletivas, principalmente no gene responsável pelo receptor do hormônio estimulante da tireóide (TSHR), que regula os elementos metabólicos e relacionados ao fotoperíodo da reprodução.

## Em humanos
Exemplos de varreduras seletivas em humanos estão em variantes que afetam a persistência da lactase, e a adaptação a grandes altitudes.